# PGC 18181
LEDA/PGC 18181, auch UGC 3373, ist eine spiralförmige Radiogalaxie vom Hubble-Typ SBc im Sternbild Giraffe am Nordsternhimmel. Sie ist schätzungsweise 219 Millionen Lichtjahre von der Milchstraße entfernt und hat einen Durchmesser von etwa 100.000 Lichtjahren. Vom Sonnensystem aus entfernt sich das Objekt mit einer errechneten Radialgeschwindigkeit von näherungsweise 4.800 Kilometern pro Sekunde.
Sie ist die Hauptgalaxie der fünf Mitglieder zählenden Lyons Groups of Galaxies LGG 133.

## UGC 3373-Gruppe (LGG 133)
| Galaxie   | Alternativname | Entfernung/Mio. Lj |
| --------- | -------------- | ------------------ |
| PGC 18181 | UGC 3373       | 219                |
| PGC 17426 | UGC 3311       | 76?                |
| PGC 17450 | UGC 3313       | 215                |
| PGC 17540 | UGC 3320       | 218                |
| PGC 17839 | UGC 3340       | 207                |

## Galaktisches Umfeld
| Nr. | Galaxie          | Alternativname            | Rek          | Dek          | Distanz/asec |
| --- | ---------------- | ------------------------- | ------------ | ------------ | ------------ |
| →   | LEDA/PGC 18181   | UGC 3373                  | 05h59m07.64s | +78d30m34.8s | 0            |
| 1   | LEDA/PGC 18123   | UGC 3370                  | 05h56m39.82s | +78d30m09.4s | 307.03       |
| 2   | LEDA/PGC 2776326 | 2MASX J06004190+7821475   | 06h00m41.88s | +78d21m47.5s | 598.10       |
| 3   | LEDA/PGC 2776809 | 2MASX J05553276+7831310   | 05h55m32.81s | +78d31m30.9s | 643.05       |
| 4   | LEDA/PGC 2776939 | 2MASX J05552132+7833550   | 05h55m21.38s | +78d33m54.9s | 703.76       |
| 5   | LEDA/PGC 2776988 | 2MASX J05552231+7834460   | 05h55m22.25s | +78d34m46.2s | 715.72       |
| 6   | LEDA/PGC 2776510 | 2MASX J06030596+7825422   | 06h03m06.03s | +78d25m42.3s | 772.79       |
| 7   | LEDA/PGC 90745   | WISEA J055737.89+784612.7 | 05h57m37.40s | +78d46m12.0s | 974.26       |